# Hrabstwo Wayne (Wirginia Zachodnia)
Hrabstwo Wayne (ang. Wayne County) – hrabstwo w stanie Wirginia Zachodnia w Stanach Zjednoczonych. Obszar całkowity hrabstwa obejmuje powierzchnię 512,19 mil² (1326,57 km²). Według szacunków United States Census Bureau w roku 2010 miało 42 481 mieszkańców.
Hrabstwo powstało w 1842 roku.

## Miasta
- Ceredo
- Fort Gay
- Huntington
- Kenova
- Wayne[4]

## CDP
- Crum
- Lavalette
- Prichard[4]

| Populacja hrabstwa w poprzednich latach | Populacja hrabstwa w poprzednich latach |
| Rok                                     | Liczba ludności                         |
| --------------------------------------- | --------------------------------------- |
| 1980                                    | 45 095                                  |
| 1990                                    | 41 636                                  |
| 2000                                    | 42 903                                  |
| 2010                                    | 42 481                                  |